# Князь Варшавский (корвет, 1830)
«Князь Варшавский» — 30-пушечный парусный корвет Балтийского флота России.

## Описание судна
Парусный корвет, длина судна составляла 50,3 метра, ширина по сведениям из различных источников от 13,13 до 13,2 метра, а осадка от 6,25 до 6,3 метра. Вооружение судна составляли 30 орудий, а экипаж состоял из 380 человек. Судно было названо в честь генерал-фельдмаршала И. Ф. Паскевича, командовавшего русскими войсками во время подавления польского восстания и получившего титул светлейшего князя Варшавского.

## История службы
Корвет был куплен в Филадельфии в 1830 году и под именем «Князь Варшавский» вошёл в состав Балтийского флота России.
В 1832 году совершил плавание в Росток, после чего крейсировал у острова Борнхольм в составе отряда. В составе отрядов выходил в практические плавания в Балтийское море в 1833, 1837, 1850, 1851 и 1852 годах. В составе эскадры вице-адмирала П. И. Рикорда в июле 1835 года принимал участие в перевозке отряда Гвардейского корпуса из Кронштадта в Данциг, а в сентябре того же года обратно в Кронштадт. В 1836-м, с 1838 по 1842 годы, а также в 1845 и 1846 годах находился в отряде Ф. П. Литке, в составе которого принимал участие в плаваниях для морской практики великого князя Константина Николаевича. В том числе: в 1836 году и с 1838 по 1842 годы находился в плаваниях между портами Балтийского моря, а с 10 октября 1845 года по 23 июня 1846 года — в плавании плавание по маршруту Кронштадт — Копенгаген — Плимут — Гибралтар — Палермо — Неаполь — Тулон — Алжир — Гибралтар — Лиссабон — Портсмут — Копенгаген — Кронштадт. В июне 1844 года ходил из Кронштадта к берегам Дании, после чего присоединился к эскадре, шедшей из Архангельска, в составе которой вернулся в Кронштадт. 3 июля 1853 года принимал участие в Высочайшем смотре флота на Кронштадтском рейде, а 15 июля — в маневрах. В августе и сентябре 1853 года выходил в крейсерство в Балтийском море в составе эскадры.
Принимал участие в Крымской войне. В 1854 и 1855 годах занимал позицию на Северном фарватере для защиты острова Котлин в составе блокшивного отряда. В 1856 году находился на Кронштадтском рейде в составе эскадры, а 23 июля принимал участие в Высочайшем смотре. В 1857 и 1858 году нёс брандвахтенную службу на Кронштадтском рейде, после чего находился в порту. 11 сентября 1863 года корвет был исключен из списков судов и в том же году затоплен в Кронштадте.

## Командиры корвета
Командирами корвета «Князь Варшавский» в разное время служили:
- А. Д. Ахлёстышев (1832 год).
- М. И. Шлеин (1833 и 1835 годы).
- Н. И. Кошелев (1834 год).
- Л. Л. Князев (1836 год).
- П. А. Подушкин (1837—1838 годы).
- Н. В. Страннолюбский (до 11 октября 1839 года).
- А. И. Белянин (с 11 октября 1839 года по 1844 год).
- Б. А. фон Глазенап (1845—1846 годы).
- И. Н. Изыльметьев (1850—1852 годы).
- Е. А. Беренс (1854 год).
- И. Н. Стромилов (1855—1857 годы).
- В. Ф. Мейснер (1858 год).